# Pseudosicydium
Pseudosicydium es un género con una especie, Pseudosicydium acariaeanthum Harms, de plantas con flores perteneciente a la familia Cucurbitaceae. 